# Nacer Kettane
Nacer Kettane, né le 1er juillet 1953 à Adekar en Algérie, est un médecin et un homme d'affaires franco-algérien.
Il est le président-directeur général de Beur FM et le directeur général de Beur TV. Depuis 2015, il est membre du Conseil économique, social et environnemental.

## Biographie
Né en 1953 dans le village de Kebouche en Kabylie (Algérie), Nacer Kettane fuit avec sa mère et ses deux frères son village natal après le bombardement par l'armée française, et arrive en France en 1958 en pleine guerre d'Algérie.
Il vit pendant 20 ans dans une cité ghetto de la banlieue parisienne et suit des études primaires et secondaires.
Il rentre à l'université de Paris XII pour des études de médecine. En 1982, il obtient son diplôme de docteur en médecine, et exerce comme réanimateur en cardiologie pendant 13 ans dans différents hôpitaux et cliniques de Paris et sa région. Parallèlement à ses études, il cofonde en 1981, avec Amar Bennacer, Kaddour Guebli, Hamid Ouchene, Moha Abaid, Mohand Amara et Amara Saliha Radio Beur (radio libre associative), qui s’adresse aux Arabo-Berbères de France.
Après la Marche des Beurs en 1983 où Radio Beur a joué un rôle important, et fort de son implication dans la lutte contre les inégalités et les discriminations, il est l'initiateur en 1985 de la première Marche des Droits civiques en France. De formation médicale et en cohérence avec son implication sociale et culturelle, il crée en 1990 InterMed Assistance. Cette ONG humanitaire agit dans la prévention des conflits, de la toxicomanie et du SIDA, et sera présente pendant plus de 10 ans dans les cités et quartiers sensibles de Paris et sa banlieue.
En 1992, après avoir quitté Radio Beur (qui disparait cette année-là), il lance le premier réseau national de radios Beur FM. Aujourd’hui, et près de 20 ans[pas clair] après sa création, Beur FM dispose d’un vrai réseau avec 19 fréquences réparties dans toute la France. En 2003, il lance Beur TV – La Chaîne Méditerranée, chaîne de droit français, indépendante, laïque, généraliste, qui s’adresse aux populations d'origine méditerranéenne (franco-maghrébines en particulier). En 2005, il crée l'Union professionnelle des radios thématiques (UPRAT), dont l'objectif est de fédérer les radios indépendantes de la Diversité. En 2014, tout en restant actionnaire minoritaire, il cède la majorité du capital de Beur FM à Serge Dassault.
En 2015, il est nommé membre du Conseil économique, social et environnemental par François Hollande.

## Œuvres
Il est l'auteur d'un roman Le Sourire de Brahim publié en 1983 aux éditions Denoël et d'un essai Droit de réponse à la démocratie française publié en 1987 aux éditions de La Découverte.

## Récompenses et distinctions
- Chevalier de la Légion d'honneur (2003)[9]
- Officier de l'ordre national du Mérite (2019)[10]